# Württembergisches Kammerorchester Heilbronn
La Orquesta de Cámara Württemberg Heilbronn (en alemán: Württembergisches Kammerorchester Heilbronn, abreviada como WKO) es una orquesta de cámara alemana con sede en Heilbronn, Baden-Wurtemberg.

## Historia
La orquesta fue fundada en 1960 por Jörg Faerber y desde entonces ha actuado con multitud de artistas tales como Martha Argerich, Alfred Brendel, Rudolf Buchbinder, Maurice André, James Galway, Hilary Hahn, Gidon Kremer, Sabine Meyer, Anne-Sophie Mutter, Thomas Quasthoff y Tabea Zimmermann. La WKO ha grabado más de 500 piezas clásicas para los sellos DG (DGG) y Teldec. Ha  participado en grandes festivales como el Festival de Salzburgo, el Vienna Music Summer, el Festival de Lucerna, el Schleswig-Holstein Musik Festival, el Festival Schwetzingen y el Ludwigsburger Schlossfestspiele.
Desde 2002 Ruben Gazarian ha sido el director artístico de la agrupación.

## Directores
- 1960–2002 Jörg Färber
- 2002–2018 Ruben Gazarian[4]
- 2018–2024 Case Scaglione[5][6]
- 2024– Risto Joost[7]

## Discografía selecta
La agrupación ha realizado, entre otras, las siguientes grabaciones:
- 1995 – Shostakovich, Haydn: Piano Concertos. Martha Argerich, Guy Touvron, Jörg Faerber (DG)
- 1997 – Mozart: Arias. Thomas Quasthoff, Jörg Faerber (BMG, RCA Victor Red Seal)
- 2002 – Genzmer: Konzert Für Trumpet, Sinfonietta. Guy Touvron, Margarita Höhenrieder, Jörg Faerber (Thorofon)
- 2003 – Mozart: Violin Concertos. Frank Peter Zimmermann, Jörg Faerber (EMI Classics)
- 2006 – Haydn: Trumpet Concertos. Wolfgang Bauer, Ruben Gazarian (MDG)
- 2008 – Melodies for Percussion. Babette Haag, Ruben Gazarian (Animato)
- 2008 – Dmitri Schostakowitsch Kammersymphonien. Ruben Gazarian (Bayer Records)
- 2008 – Peter I. Tschaikowsky. Ruben Gazarian (Bayer Records)
- 2008 – Hertel Trumpet Concertos. Wolfgang Bauer, Christian Wetzel, Ruben Gazarian (MDG)
- 2008 – Chopin. Yeol Eum Son, Ruben Gazarian (Universal)
- 2008 – Quantz: Four concertos. James Galway, Jörg Faerber (BMG, RCA Victor Red Seal)
- 2008 – C.P.E. Bach: 3 Concertos. James Galway, Jörg Faerber (BMG, RCA Victor Red Seal)
- 2009 – Flight of the Double B. Minje Sung, Inja Choi, Ruben Gazarian (DG)
- 2009 – Oboe Cosmopolitano. Lajos Lencsés, Ruben Gazarian (Bayer Records)
- 2010 – Simply Strings. Ruben Gazarian (Bayer Records)
- 2010 – Beethoven: Sinfonías n.º 1-9. Ruben Gazarian (Bayer Records)
- 2011 – preghiera. Richard Yongjae O'Neill, Christopher Park, Ruben Gazarian (DG)
- 2011 – Mozart: Flötenkonzerte. Gaby Pas-Van Riet, Cristiana Bianchi, Ruben Gazarian (Bayer Records)
- 2013 – Molter: Trumpet and Clarinet Concertos. Wolfgang Bauer, Martin Spangenberg, Ruben Gazarian (Coviello)
- 2013 – Schubertiade. Schubert: Sinfonía n.º 7 & n.º 8. Ruben Gazarian.
- 2013 – Wagner / Bruckner: Siegfried-Idyll & Streichquintett in F-Dur. Ruben Gazarian.
- 2013 – Sharon Kam: Opera! Sharon Kam, Zohar Lerner, Ruben Gazarian (Berlin Classics)
- Franz Danzi. Sabine Meyer, James Galway, Jörg Faerber (BMG)
- J. S. Bach. James Galway, Jörg Faerber (BMG)